# تشارلز ويليام فيلد
تشارلز ويليام فيلد (بالإنجليزية: Charles William Field)‏ ـ (6 أبريل 1828 ـ 9 أبريل 1892) هو ضابط جيش أمريكي. بدأ خدمته العسكرية في جيش الولايات المتحدة ثم انتقل أثناء الحرب الأهلية الأمريكية إلى جيش الولايات الكونفدرالية، وكانت فرقته تعد من الفرق المتميزة في جيش فرجينيا الشمالية.
كان فيلد واحدًا من الضباط الأمريكيين الذين عملوا مستشارين للجيش الخديوي المصري في أعقاب الحرب الأهلية الأمريكية، فعمل منذ سنة 1875 مهندسًا برتبة كولونيل، وقام بتدريب الضباط المصريين والإشراف على عدد من الأعمال الإنشائية والهندسية، ثم صار مفتشًا عامًا قبل أن يعود إلى الولايات المتحدة سنة 1877 ويعمل مهندسًا مدنيًا بين عامي 1881 و1888.
توفي فيلد في واشنطن العاصمة ودُفن في مقبرة لودن بارك بمدينة بالتيمور في ولاية ماريلاند.